# Eintracht Oberlübbe
Eintracht Oberlübbe (offiziell: Turn- und Sportverein Eintracht Oberlübbe e. V.) ist ein Sportverein aus dem Hiller Stadtteil Oberlübbe im Kreis Minden-Lübbecke. Der Verein bietet Handball und Gesundheitssport an. Die erste Handballmannschaft der Frauen nahm einmal am DHB-Pokal der Frauen teil.

## Geschichte
Der Verein wurde im Spätsommer 1925 als Turnverein gegründet. Fünf Jahre später gründete sich die Handballabteilung. Am 19. Oktober 1945 erfolgte die Neugründung als Blau-Weiß Oberlübbe, der später den heutigen Namen annahm. Heimspielstätte ist die Sporthalle Oberlübbe.
Die Frauenmannschaft der Eintracht wurde im Jahre 2003 Meister der Oberliga Westfalen und stieg in die drittklassige Regionalliga Nord auf, wo die Mannschaft in der Aufstiegssaison 2003/04 auf Anhieb Dritter wurde. Ein Jahr später wurde die Eintracht Vierter. Die Mannschaft wurde jedoch aus finanziellen Gründen in die Oberliga Westfalen zurückgezogen. In der Saison 2006/07 qualifizierten sich die Oberlübberinnen für den DHB-Pokal. Nach einem 30:25-Sieg beim TV Bruckhausen in der ersten Runde folgte das Aus in Runde zwei nach einer knappen 23:24-Niederlage gegen die TSG Ober-Eschbach. 2008 gelang der Wiederaufstieg in die Regionalliga, dem allerdings der direkte Wiederabstieg folgte. Im Jahre 2011 folgte mit ganzen 2:46 Punkten der Abstieg in die Verbandsliga.
Die Männermannschaft schaffte im Jahre 2004 den Aufstieg in die Oberliga Westfalen. Zwei Jahre später wurde die Eintracht dort Vizemeister hinter LiT Nordhemmern/Mindenerwald. Nach dem Abstieg im Jahre 2010 wurde die Mannschaft ein Jahr später in die Landesliga durchgereicht. Seit dem Wiederaufstieg im Jahre 2013 spielt die Eintracht wieder in der Verbandsliga. 

## Persönlichkeiten
- Markus Hochhaus
- Kornelia Kunisch
- Anika Ziercke